# التدريب العملي (فلم)
التدريب العملي (بالإنجليزية: The Internship) هو فيلم كوميديا من إخراج شون ليفي وكتابة فينس فون وجاريد سترن وإنتاج فينس فون وشون ليفي. الفيلم من بطولة فينس فون وأوين ويلسون. هذا ثاني تعاون بين شون ليفي وفينس فون وجاريد سترن بعد فيلم "The Watch".

## القصة
في العام 2005، يبحث بيلي وصديقه نيك عن عمل بعد أن فقدا وظيفتهما فينتهي بهما المطاف في جوجل.

## طاقم التمثيل
- فينس فون بدور بيلي
- أوين ويلسون بدور نيك
- روز بيرن
- ماكس مينجلا
- جوانا غارسيا
- جون غودمان
- جيسيكا سزوهر
- ديلن أوبراين

## وصلات خارجية
- الموقع الرسمي
- مقالات تستعمل روابط فنية بلا صلة مع ويكي بيانات
- التدريب العملي في قاعدة بيانات الأفلام العربية

لا توجد روابط لمواقع التواصل الاجتماعي.